# Algieria na Letnich Igrzyskach Olimpijskich 2024
Algieria na Letnich Igrzyskach Olimpijskich 2024 – reprezentacja Algierii na Letnich Igrzyskach Olimpijskich 2024, odbywających się w dniach 26 lipca – 11 sierpnia w Paryżu. W zmaganiach wzięło udział 46 sportowców – 27 mężczyzn i 19 kobiet. Reprezentanci Algierii po raz 15. wzięli udział w letnich igrzyskach olimpijskich.

## Zdobyte medale
| Medal | Zawodnik       | Dyscyplina          | Konkurencja                | Rezultat                                       | Data        |
| ----- | -------------- | ------------------- | -------------------------- | ---------------------------------------------- | ----------- |
| Złoto | Kaylia Nemour  | Gimnastyka sportowa | ćwiczenia na poręczach (k) | 15.700                                         | 4 sierpnia  |
| Złoto | Imane Khelif   | Boks                | do 66 kg (k)               | W finale pokonała reprezentantkę Chin Yang Liu | 9 sierpnia  |
| Brąz  | Djamel Sedjati | Lekkoatletyka       | 800 m (m)                  | 1:41,50                                        | 10 sierpnia |

## Skład reprezentacji

### Badminton
| Zawodnik        | Konkurencja  | Faza grupowa                 | Faza grupowa                                     | Faza grupowa                      | Faza grupowa | Ćwierćfinał | Półfinał | Finał | Pozycja | Źródła |
| Zawodnik        | Konkurencja  | Przeciwnicy Wynik            | Przeciwnicy Wynik                                | Przeciwnicy Wynik                 | Pozycja      | Ćwierćfinał | Półfinał | Finał | Pozycja | Źródła |
| --------------- | ------------ | ---------------------------- | ------------------------------------------------ | --------------------------------- | ------------ | ----------- | -------- | ----- | ------- | ------ |
| Koceila Mammeri | Gra mieszana | Seo Chae P 0-2 (10-21, 7-21) | Puavaranukroh Taerattanachai P 0-2 (14-21, 9-21) | Tebeling Piek P 0-2 (18-21, 9-21) | 4.           | NQ          | NQ       | NQ    | 13.     | [ 2 ]  |
| Tanina Mammeri  | Gra mieszana | Seo Chae P 0-2 (10-21, 7-21) | Puavaranukroh Taerattanachai P 0-2 (14-21, 9-21) | Tebeling Piek P 0-2 (18-21, 9-21) | 4.           | NQ          | NQ       | NQ    | 13.     | [ 2 ]  |

### Boks
| Zawodnik           | Konkurencja    | 1/8 finału            | Ćwierćfinał      | Półfinał           | Finał            | Pozycja | Źródła |
| Zawodnik           | Konkurencja    | Przeciwnik Wynik      | Przeciwnik Wynik | Przeciwnik Wynik   | Przeciwnik Wynik | Pozycja | Źródła |
| ------------------ | -------------- | --------------------- | ---------------- | ------------------ | ---------------- | ------- | ------ |
| Jugurtha Ait-Bekka | do 63,5 kg (m) | Alvarez P 0-5         | NQ               | NQ                 | NQ               | 9.      | [ 3 ]  |
| Roumaysa Boualam   | do 50 kg (k)   | Villegas P 0-5        | NQ               | NQ                 | NQ               | 9.      | [ 4 ]  |
| Mourad Kadi        | od 92 kg (m)   | Aboudou Moindze P 1-4 | NQ               | NQ                 | NQ               | 9.      | [ 5 ]  |
| Dounia Khelif      | do 60 kg (k)   | Shadrina P 0-5        | NQ               | NQ                 | NQ               | 9.      | [ 6 ]  |
| Imane Khelif       | do 66 kg (k)   | Carini W ABD          | Hamori W 5-0     | Suwannapheng W 5-0 | Liu W 5-0        | złoto   | [ 7 ]  |

### Gimnastyka artystyczna
| Zawodniczka   | Konkurencja                | Finał     | Finał     | Finał     | Finał     | Finał  | Finał   | Źródła |
| Zawodniczka   | Konkurencja                | Przyrządy | Przyrządy | Przyrządy | Przyrządy | Razem  | Pozycja | Źródła |
| Zawodniczka   | Konkurencja                | V         | UB        | BB        | F         | Razem  | Pozycja | Źródła |
| ------------- | -------------------------- | --------- | --------- | --------- | --------- | ------ | ------- | ------ |
| Kaylia Nemour | wielobój indywidualny      | 14,033    | 15,533    | 13,233    | 13,100    | 55,899 | 5.      | [ 8 ]  |
| Kaylia Nemour | ćwiczenia na poręczach (k) | —         | 15.700    | —         | —         | 15.700 | złoto   | [ 8 ]  |

Legenda:
- V – skoki
- UB – poręcze asymetryczne
- BB – równoważnia
- F – ćwiczenia wolne

### Judo
| Zawodnik              | Konkurencja   | 1/16                 | 1/8              | Ćwierćfinał      | Półfinał         | Finał/BM         | Pozycja | Źródła |
| Zawodnik              | Konkurencja   | Przeciwnik Wynik     | Przeciwnik Wynik | Przeciwnik Wynik | Przeciwnik Wynik | Przeciwnik Wynik | Pozycja | Źródła |
| --------------------- | ------------- | -------------------- | ---------------- | ---------------- | ---------------- | ---------------- | ------- | ------ |
| Amina Belkadi         | do 63 kg (k)  | Barrios W 1-0        | Leški P 1-10     | NQ               | NQ               | NQ               | 9.      | [ 9 ]  |
| Messaoud Dris         | do 73 kg (m)  | Butbul P 0-10 DSQ    | NQ               | NQ               | NQ               | NQ               | -       | [ 10 ] |
| Mohamed El Mehdi Lili | od 100 kg (m) | Magomedomarov P 0-10 | NQ               | NQ               | NQ               | NQ               | 17.     | [ 11 ] |

### Kajakarstwo górskie
| Zawodnik             | Konkurencja    | Eliminacje | Eliminacje | Eliminacje | Eliminacje | Półfinał | Półfinał | Finał | Finał   | Źródła |
| Zawodnik             | Konkurencja    | 1.         | 1.         | 2.         | 2.         | Półfinał | Półfinał | Finał | Finał   | Źródła |
| Zawodnik             | Konkurencja    | Czas       | Pozycja    | Czas       | Pozycja    | Czas     | Pozycja  | Czas  | Pozycja | Źródła |
| -------------------- | -------------- | ---------- | ---------- | ---------- | ---------- | -------- | -------- | ----- | ------- | ------ |
| Carole Diana Bouzidi | slalom K-1 (k) | 99,41      | 14.        | 99,50      | 19.        | 108,75   | 14.      | NQ    | NQ      | [ 12 ] |

| Zawodnik             | Konkurencja   | Eliminacje | Eliminacje | Repasaże | Ćwierćfinał | Półfinał | Finał      | Pozycja | Źródła |
| Zawodnik             | Konkurencja   | Czas       | Pozycja    | Pozycja  | Pozycja     | Pozycja  | Pozycja    | Pozycja | Źródła |
| -------------------- | ------------- | ---------- | ---------- | -------- | ----------- | -------- | ---------- | ------- | ------ |
| Carole Diana Bouzidi | cross K-1 (k) | 76,68      | 24.        | 2.       | 2.          | 3.       | 3. Finał B | 7.      | [ 12 ] |

### Kolarstwo szosowe
| Zawodnik       | Wyścig            | Czas | Pozycja | Źródła |
| -------------- | ----------------- | ---- | ------- | ------ |
| Yacine Hamza   | start wspólny (m) | DNF  | DNF     | [ 13 ] |
| Nesrine Houili | start wspólny (k) | DNF  | DNF     | [ 14 ] |

### Lekkoatletyka

#### Konkurencje biegowe
| Zawodnik            | Konkurencja               | Eliminacje | Eliminacje | Repasaże | Repasaże | Półfinał | Półfinał | Finał   | Finał   | Źródła |
| Zawodnik            | Konkurencja               | Czas       | Pozycja    | Czas     | Pozycja  | Czas     | Pozycja  | Czas    | Pozycja | Źródła |
| ------------------- | ------------------------- | ---------- | ---------- | -------- | -------- | -------- | -------- | ------- | ------- | ------ |
| Amine Bouanani      | 110 m przez płotki (m)    | 13,58      | 25.        | 13,54    | 9.       | NQ       | NQ       | NQ      | NQ      | [ 15 ] |
| Mohamed Ali Gouaned | 800 m (m)                 | 1:47,34    | 41.        | 1:44,37  | 2.       | 1:46,52  | 22.      | NQ      | NQ      | [ 16 ] |
| Slimane Moula       | 800 m (m)                 | 1:46,71    | 36.        | 1:45,67  | 13.      | NQ       | NQ       | NQ      | NQ      | [ 17 ] |
| Djamel Sedjati      | 800 m (m)                 | 1:45,84    | 20.        | BYE      | BYE      | 1:45,08  | 9.       | 1:41,50 | brąz    | [ 18 ] |
| Bilal Tabti         | 3000 m z przeszkodami (m) | -          | -          | -        | -        | 9:0,81   | 35.      | NQ      | NQ      | [ 19 ] |

#### Konkurencje techniczne
| Zawodnik              | Konkurencja      | Kwalifikacje | Kwalifikacje | Finał | Finał   | Źródła |
| Zawodnik              | Konkurencja      | Wynik        | Pozycja      | Wynik | Pozycja | Źródła |
| --------------------- | ---------------- | ------------ | ------------ | ----- | ------- | ------ |
| Oussama Khennoussi    | rzut dyskiem (m) | DNF          | DNF          | NQ    | NQ      | [ 20 ] |
| Zahra Tatar           | rzut młotem (k)  | 66.99        | 25.          | NQ    | NQ      | [ 21 ] |
| Yasser Mohammed Triki | trójskok (m)     | 16.85        | 9.           | 17.22 | 9.      | [ 22 ] |

### Pływanie
| Zawodnik         | Konkurencja               | Eliminacje | Eliminacje | Półfinał | Półfinał | Finał | Finał   | Pozycja | Źródła               |
| Zawodnik         | Konkurencja               | Czas       | Pozycja    | Czas     | Pozycja  | Czas  | Pozycja | Pozycja | Źródła               |
| ---------------- | ------------------------- | ---------- | ---------- | -------- | -------- | ----- | ------- | ------- | -------------------- |
| Nesrine Medjahed | 100 m stylem dowolnym (k) | 57,34      | 24.        | NQ       | NQ       | NQ    | NQ      | 24.     | [ 23 ] [ 24 ]        |
| Jaouad Syoud     | 200 m stylem zmiennym (m) | 1:59,41    | 15.        | 2:00,13  | 15.      | NQ    | NQ      | 15.     | [ 25 ] [ 26 ] [ 27 ] |

### Podnoszenie ciężarów
| Zawodnik     | Konkurencja | Rwanie | Rwanie  | Podrzut | Podrzut | Razem | Pozycja | Źródła |
| Zawodnik     | Konkurencja | Wynik  | Pozycja | Wynik   | Pozycja | Razem | Pozycja | Źródła |
| ------------ | ----------- | ------ | ------- | ------- | ------- | ----- | ------- | ------ |
| Walid Bidani | +102 kg (m) | 190    | DNF     | DNF     | DNF     | DNF   | DNF     | [ 28 ] |

### Strzelectwo
| Zawodnik        | Konkurencja                    | Kwalifikacje | Kwalifikacje | Finał | Finał   | Źródła        |
| Zawodnik        | Konkurencja                    | Wynik        | Pozycja      | Wynik | Pozycja | Źródła        |
| --------------- | ------------------------------ | ------------ | ------------ | ----- | ------- | ------------- |
| Houda Chaabi    | karabin pneumatyczny 10 m (k)  | DNS          | DNS          | DNS   | DNS     | [ 29 ]        |
| Koceila Adoul   | karabin pneumatyczny 10 m (m)  | 613,4        | 49.          | NQ    | NQ      | [ 30 ] [ 31 ] |
| Samir Bouchireb | pistolet pneumatyczny 10 m (m) | 563-11x      | 29.          | NQ    | NQ      | [ 32 ] [ 33 ] |

### Szermierka
Indywidualnie:
| Zawodnik         | Konkurencja              | 1/32              | 1/16             | 1/8              | Ćwierćfinał      | Półfinał         | Finał/BM         | Pozycja | Źródła |
| Zawodnik         | Konkurencja              | Przeciwnik Wynik  | Przeciwnik Wynik | Przeciwnik Wynik | Przeciwnik Wynik | Przeciwnik Wynik | Przeciwnik Wynik | Pozycja | Źródła |
| ---------------- | ------------------------ | ----------------- | ---------------- | ---------------- | ---------------- | ---------------- | ---------------- | ------- | ------ |
| Chaima Benadouda | szabla indywidualnie (k) | Sarybay P 9-15    | NQ               | NQ               | NQ               | NQ               | NQ               | 36.     | [ 34 ] |
| Saoussen Boudiaf | szabla indywidualnie (k) | Krawaćka P 8-15   | NQ               | NQ               | NQ               | NQ               | NQ               | 33.     | [ 35 ] |
| Zohra Nora Kehli | szabla indywidualnie (k) | Daghfous P 12-15  | NQ               | NQ               | NQ               | NQ               | NQ               | 34.     | [ 36 ] |
| Salim Heroui     | floret indywidualnie (m) | Jurkiewicz P 8-15 | NQ               | NQ               | NQ               | NQ               | NQ               | 36.     | [ 37 ] |

Drużynowo:
| Zawodnik                                                                     | Konkurencja          | 1. mecz          | o 5. miejsce              | o 7. miejsce     | Pozycja | Źródła               |
| Zawodnik                                                                     | Konkurencja          | Przeciwnik Wynik | Przeciwnik Wynik          | Przeciwnik Wynik | Pozycja | Źródła               |
| ---------------------------------------------------------------------------- | -------------------- | ---------------- | ------------------------- | ---------------- | ------- | -------------------- |
| Chaima Benadouda Saoussen Boudiaf Zohra Nora Kehli Kaouther Mohamed Belkebir | szabla drużynowo (k) | Francja P 32-45  | Stany Zjednoczone P 28-45 | Włochy P 27-45   | 8.      | [ 39 ] [ 40 ] [ 41 ] |

### Tenis stołowy
| Zawodnik        | Konkurencja | 1/32             | 1/16             | 1/8              | Ćwierćfinał      | Półfinał         | Finał/BM         | Pozycja | Źródła |
| Zawodnik        | Konkurencja | Przeciwnik Wynik | Przeciwnik Wynik | Przeciwnik Wynik | Przeciwnik Wynik | Przeciwnik Wynik | Przeciwnik Wynik | Pozycja | Źródła |
| --------------- | ----------- | ---------------- | ---------------- | ---------------- | ---------------- | ---------------- | ---------------- | ------- | ------ |
| Mehdi Bouloussa | singel (m)  | Pucar P 0-4      | NQ               | NQ               | NQ               | NQ               | NQ               | 33.     | [ 42 ] |
| Lynda Loghraibi | singel (k)  | Chen P 0-4       | NQ               | NQ               | NQ               | NQ               | NQ               | 33.     | [ 43 ] |

### Wioślarstwo
| Zawodnik        | Konkurencja | Eliminacje | Eliminacje | Repasaż | Repasaż | Ćwierćfinał | Ćwierćfinał | Półfinał             | Półfinał | Finał           | Finał   | Pozycja | Źródła                             |
| Zawodnik        | Konkurencja | Czas       | Pozycja    | Czas    | Pozycja | Czas        | Pozycja     | Czas                 | Pozycja  | Czas            | Pozycja | Pozycja | Źródła                             |
| --------------- | ----------- | ---------- | ---------- | ------- | ------- | ----------- | ----------- | -------------------- | -------- | --------------- | ------- | ------- | ---------------------------------- |
| Nihed Benchadli | W1x         | 8:06,62    | 5.         | DNF     | DNF     | -           | -           | 8:34,67 Półfinał E/F | 1.       | 7:54,25 Finał E | 1.      | 25.     | [ 44 ] [ 45 ] [ 46 ] [ 47 ]        |
| Sid Ali Boudina | M1x         | 7:02,94    | 4.         | 7:10,23 | 1.      | 7:06.31     | 5.          | 6:57,06 Półfinał C/D | 3.       | 6:51,99 Finał C | 6.      | 18.     | [ 48 ] [ 49 ] [ 50 ] [ 51 ] [ 52 ] |

### Zapasy
| Zawodnik               | Konkurencja                     | 1/8 finału           | Repasaż          | Ćwierćifnał      | Półfinał         | Finał/BM         | Pozycja | Źródła |
| Zawodnik               | Konkurencja                     | Przeciwnik Wynik     | Przeciwnik Wynik | Przeciwnik Wynik | Przeciwnik Wynik | Przeciwnik Wynik | Pozycja | Źródła |
| ---------------------- | ------------------------------- | -------------------- | ---------------- | ---------------- | ---------------- | ---------------- | ------- | ------ |
| Chaimaa Fouzia Aouissi | do 57 kg (k) w stylu wolnym     | Adekuoroye P 0-0 VIN | NQ               | NQ               | NQ               | NQ               | 13.     | [ 53 ] |
| Fatih Bin Faradżallah  | do 86 kg (m) w stylu wolnym     | Ishiguro P 0-11      | NQ               | NQ               | NQ               | NQ               | 14.     | [ 54 ] |
| Ibtissem Doudou        | do 50 kg (k) w stylu wolnym     | Hildebrandt P 0-10   | Feng P 0-10      | NQ               | NQ               | NQ               | 14.     | [ 55 ] |
| Abdelkarim Fergat      | do 60 kg (m) w stylu klasycznym | Nejad P 0-9          | NQ               | NQ               | NQ               | NQ               | 16.     | [ 56 ] |
| Ishak Ghaiou           | do 67 kg (m) w stylu klasycznym | Esma’ili P 0-10      | Orta P 0-9       | NQ               | NQ               | NQ               | 16.     | [ 57 ] |
| Abdelkrim Ouakali      | do 77 kg (m) w stylu klasycznym | Kusaka P 0-9         | Vardanyan P 0-11 | NQ               | NQ               | NQ               | 16.     | [ 58 ] |
| Fadi Rouabah           | do 97 kg (m) w stylu klasycznym | Savolainen P 0-4     | NQ               | NQ               | NQ               | NQ               | 16.     | [ 59 ] |
| Bachir Sidazara        | do 87 kg (m) w stylu klasycznym | Gobadze P 1-2        | NQ               | NQ               | NQ               | NQ               | 12.     | [ 60 ] |

### Żeglarstwo
| Zawodnik       | Konkurencja | Wyścig | Wyścig | Wyścig | Wyścig | Wyścig | Wyścig | Wyścig | Wyścig | Wyścig | Wyścig | Wyścig | Wyścig | Wyścig | Punkty | Pozycja | Źródła |
| Zawodnik       | Konkurencja | 1.     | 2.     | 3.     | 4.     | 5.     | 6.     | 7.     | 8.     | 9.     | 10.    | 11.    | 12.    | 13.    | Punkty | Pozycja | Źródła |
| -------------- | ----------- | ------ | ------ | ------ | ------ | ------ | ------ | ------ | ------ | ------ | ------ | ------ | ------ | ------ | ------ | ------- | ------ |
| Rami Boudrouma | IQFoil (m)  | 22     | 21     | 19     | 20     | 24     | 22     | 17     | 22     | 20     | 24     | 23     | DNF    | 24     | 234    | 24.     | [ 61 ] |